# Miropotes cadgeis
Miropotes cadgeis är en stekelart som beskrevs av Austin 1990. Miropotes cadgeis ingår i släktet Miropotes och familjen bracksteklar. Inga underarter finns listade i Catalogue of Life.